# Zbyslavice
Zbyslavice jsou obec, která se nachází v okrese Ostrava-město v Moravskoslezském kraji. Žije zde 661 obyvatel. Obec leží cca 15 km severozápadně od Ostravy a asi 7 km od Klimkovic. V okolí protékají potoky Sezina a Polančice. Katastr obce má 740 ha, z toho tvoří 292 ha lesní porosty a 276 ha orná půda. Nejvyšším bodem katastru obce je kopec Podklan (376 m n. m.).

## Historie

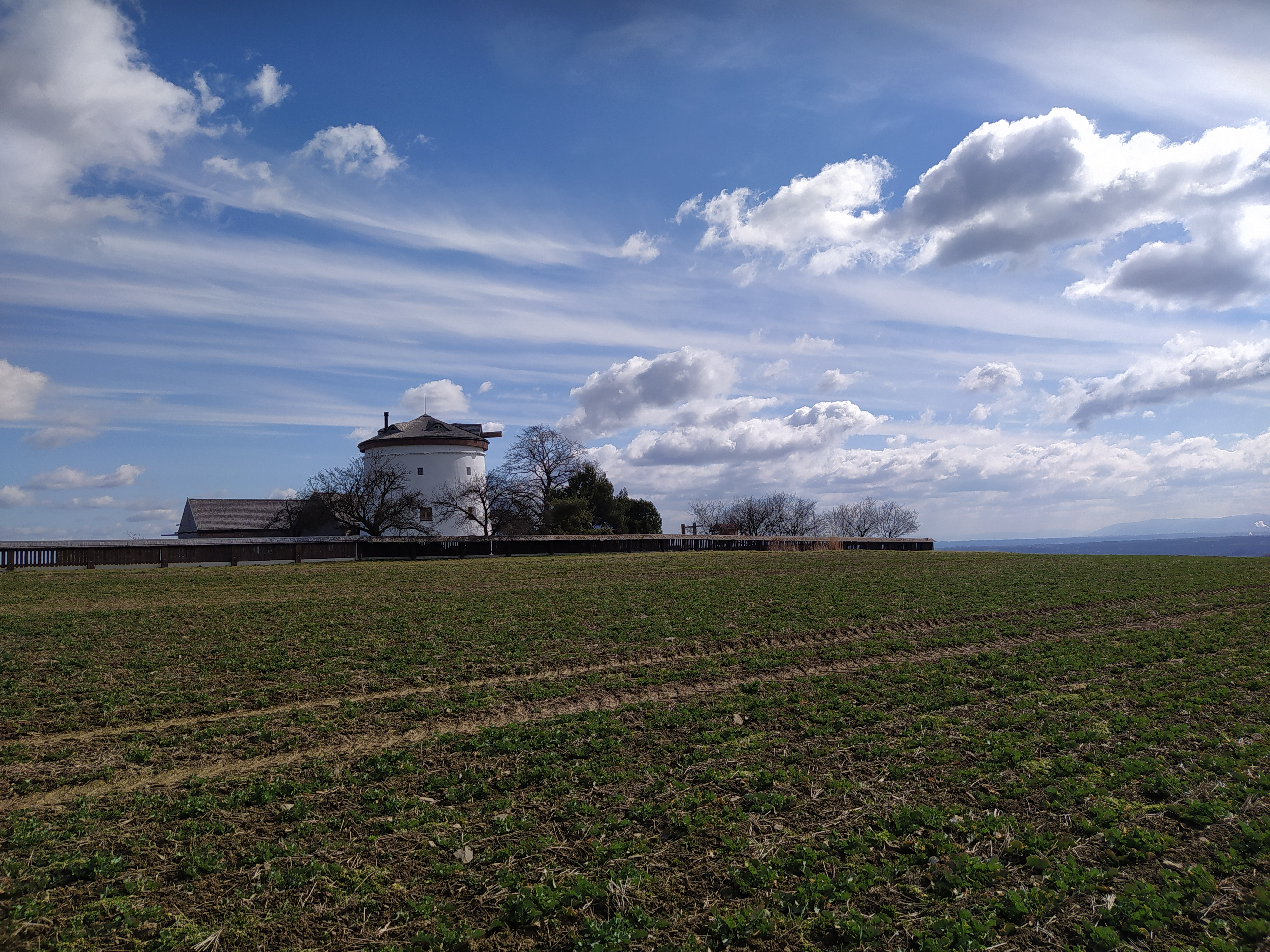
Bývalý větrný mlýn

První písemná zmínka o obci pochází z roku 1359. Tehdy obec tvořil drobný statek, jehož majitelé bydleli v dnes již neexistující dřevěné tvrzi. V roce 1902 zde byla zřízena obecní škola. Obec byla během druhé světové války osvobozena Rudou armádou dne 29. dubna 1945. Mezi místní památky patří kaple sv. Matouše a bývalý větrný mlýn, který je od roku 2001 v obecním znaku.

## Autobusová doprava
V obci je autobusová zastávka „Zbyslavice, střed“, jezdí zde společnost Transdev Morava. Zastávku „Zbyslavice, střed“ obsluhují linky 679, 674 a 288.